# Iban (lud)
Iban, Ibanowie – grupa etniczna zamieszkująca głównie malezyjski stan Sarawak, a także sułtanat Brunei i indonezyjski region Kalimantan na wyspie Borneo. Uważani za podgrupę Dajaków. W przeszłości byli ludem bardzo wojowniczym, słynęli jako łowcy głów.
Posługują się językiem iban. Ich liczebność szacowana jest ogółem na ok. 550 tys. osób, z czego 530 tys. zamieszkuje stan Sarawak. Tradycyjnie animiści, współcześnie większość wyznaje chrześcijaństwo.
Zajmują się rolnictwem (główną uprawą jest ryż), rybołówstwem i łowiectwem. Istnieją tradycje tkackie i rzeźbiarskie. Mają bogaty folklor.